# الحبيل (السياني)

تعديل مصدري - تعديل

الحبيل هي إحدى قرى عزلة الهادس بمديرية السياني التابعة لمحافظة إب، بلغ تعداد سكانها 167 نسمة حسب تعداد اليمن لعام 2004.